# Ašina Huajdao
Ašina Huajdao je bil marionetni gokturški kagan pod dinastijo Tang, * ni znano, † 708. 

## Življenje
Bil je sin Ašina Huseluoja. Dinastija Tang ga je leta 706 poslala k turgeškemu voditelju Sakalu, da bi se pogajal o podložnosti. Ko je to dosegel, ga je kralj Džongdžong imenoval za šišing kagana. Sakala je imenoval za dujuna, vrhovnega poveljnika prefekture Valu (嗢鹿州都督), in poveljujočega kneza Huajdeja (懷徳郡王). Ašina Huajdao je štiri leta kasneje umrl in bil pokopan v Šjangjangu.

## Družina
Huajdaova žena je bila iz družine An iz Šeste sogdijske prefekture (六胡, 州).  Z njo je je imel več otrok: 
- Ašina Šina, dživangdžue kagana (740–742),
- princeso Džjaohe, poročeno s Šatuo Fuguojem,
- princeso Džinhe, poročeno s Sulukom, in druge.